# Pastorali italiane del Rinascimento

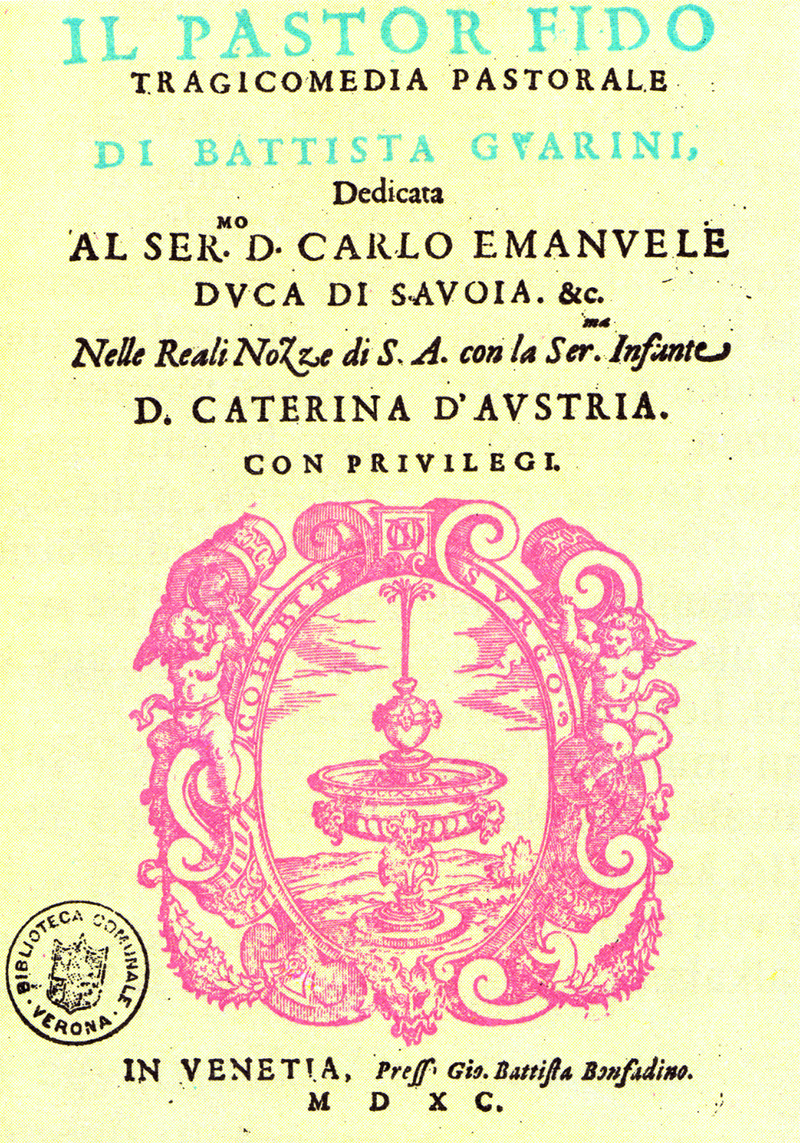
Giovan Battista Guarini - Il pastor fido

Qui di seguito viene elencata, suddivisa per autore e in ordine alfabetico, la lista dei drammi pastorali italiani del Rinascimento:

## A
- Lodovico Aleardi
  - Il corsaro Arimante
- Tranquillo Ambrosini
  - Affetti amorosi
- Agostino Argenti
  - Lo sfortunato
- Giovanni Battista Arrigoni
  - Il fraterno amore

## B
- Agostino Beccari
  - Il sacrificio
- Niccolò Bellausa
  - La Torriana
- Guidubaldo Bonarelli della Rovere
  - Filli di Sciro
- Raffaello Borghini
  - La Diana pietosa
- Francesco Bracciolini
  - L'amoroso sdegno

## C
- Salvestro Cartaio
  - Pannecchio
  - Batecchio
- Niccolò da Correggio
  - Fabula di Cefalo
- Cesare Cremonini
  - Le pompe funebri
- Giovanni Donato Cucchetti
  - La pazzia

## D
- Camillo Della Valle
  - Fillide

## G
- Giambattista Giraldi Cinzio
  - Egle
- Giovan Battista Guarini
  - Il pastor fido
- Diomisso Guazzoni
  - Andromeda

## L
- Alberto Lollio
  - L'Aretusa

## M
- Muzio Manfredi
  - Il contrasto amoroso
- Scipione di Manzano
  - Aci

## O
- Antonio Ongaro
  - L'Alceo

## P
- Francesco Partini
  - Califfa
- Agnolo Poliziano
  - La favola d'Orfeo

## S
- Selvaggio Selvaggi
  - La Marzia
- Leone de' Sommi
  - Irifile

## T
- Torquato Tasso
  - La fuga d'Erminia
  - Aminta
- Mariano Trinci
  - Trionfo di Pan dio de' pastori

## V
- Gasparo Visconti
  - Pasitea
- Giambattista Visconti
  - Arminia
  - I gelosi amanti

## Z
- Gabriele Zinani
  - Il Caride
- Girolamo Zoppio
  - Il Mida
- Agostino Zuccolo
  - Contesa d'amore